# Дитрих, Йенс
Йенс Дитрих (нем. Jens Dietrich; род. 1976, Хофгайсмар, Гессен) — немецкий драматург, режиссёр и куратор, известный своим политически ориентированным, исследовательским театром.

## Биография
Дитрих изучал прикладные театроведческие науки (Angewandte Theaterwissenschaften) в Университете Юстуса Либиха в Гисене под руководством Хайнера Геббельса. Во время учёбы он работал у Ричарда Форемана в Ontological Theater в Нью‑Йорке и на сцене Schauspiel Köln.
С 2004 года сотрудничает с режиссёром Ангелой Рихтер. Вместе они открыли Fleetstreet Theater в Гамбурге в 2006 году и выпустили такие спектакли, как:
- Magic Afternoon (2005, Kampnagel, реж. Ангела Рихтер)
- Ich gegen mich (2006, Fleetstreet Hamburg)
- Kennen Sie diesen Mann (2006, Fleetstreet Hamburg)
- Jeff Koons (2008, Hebbel am Ufer Berlin)[2].

В 2006 году возглавил программу «Mustermesse 2» в Theaterdiscounter (Берлин).
С 2007 по 2013 год входил в ядро International Institute of Political Murder (IIPM) под руководством Милo Рау. С ним участвовал в таких проектах:
- Die letzten Tage der Ceausescus (2009, Teatrul Odeon Tallinn/Berlin/Bern/Zürich)
- Hate Radio (2011/12, Kunsthaus Bregenz / Hebbel am Ufer Berlin); был приглашён на Theatertreffen 2012[2].
- Курировал «Power & Dissent» (2012, Национальный театр Веймар) и Die Moskauer Prozesse (2013, Сахаров центр Москва) [2] .

## Драматургия и кураторские проекты
- Political Bodies (2014—2015, танцевальный проект, choreo: Yolanda Gutiérrez) — Kampnagel, Düsseldorfer Theater im Bauturm.
- Kunst im Verhör (2017, радиоспектакль WDR) с артистом Петром Павленским[3].
- Planet Kigali (2018, Kampnagel, HAU Berlin, HKW, Stuttgart) — совместный проект с Yolanda Gutiérrez и Dorcy Rugamba .
- Rwandan Records (2019, begehbares Musiktheater, HKW & Kampnagel; повторно — Humboldt Forum 2021).
- С 2020 — художественный директор фестиваля «Hauptsache Frei» в Гамбурге (вместе с Christine Grosche).
- 2021—2022 — совместно с группой Sounding Situations создал Transforming Transmission, Merge, Buzzing Bridge — исследуя колониальную историю Бурунди и Руанды (Kampnagel, Berlin, Bujumbura)[4].

В 2023 году — концепция и режиссура Wagner worldwide (часть три‑серии Distant Resonance) — совместный проект Sounding Situations, Kampnagel и Deutsche Oper Berlin, посвящённый ЧВК "ВАГНЕР".

## Публикации
- Соавтор книги «Political Bodies» (2015); редактор и dramaturgical lead проекта.